# Groupe d'étude des phénomènes aériens
Il Groupe d'étude des phénomènes aériens (GEPA) è una delle principali agenzie francesi che si occupano di studiare gli UFO, i dischi volanti, i loro occupanti e le loro origini. Esiste dal 1962 e dal 1999 è editrice del notiziario "Phénomènes Spatiaux", che consta di 51 numeri all'anno più 2 numeri speciali.
Dal 1964 al 1970 è stata guidata dal generale Chassin. Al suo interno collaborarono le forze armate francesi assieme a gruppi di ricerca scientifici.

È stata la prima grande associazione francese ad occuparsi del fenomeno, con un approccio di tipo scientifico.

Per la difficoltà delle indagini e delle ricerche, l'associazione ha ricevuto la collaborazione di ricercatori prestigiosi come Claude Poher (CNES) e Jean-Pierre Petit (CNRS).
Nel 1977 l'associazione interruppe la sua attività integrandosi con il GEPAN (Groupe d'étude des phénomènes aérospatiaux non-identifiés), un organismo scientifico ufficiale francese sempre preposto anche allo studio dei fenomeni ufologici.

## Fonti
- Roberto Malini - Margherita Campaniolo, UFO - Il dizionario enciclopedico.

| Controllo di autorità | VIAF (EN) 316663687 |